# Østfold Arbeiderblad
Ostfold Arbajderblad su bile novine objavljivane u Sarpsborgu u Østfold okrugu, Norveška.
Pokrenute su 1921. godine kao regionalne novine Norvežanske Laburističke Partije. Iste godine Laburistička Partija je izgubila novine, Smaalenenes Social-Demokrat u Fredrikstadodu, od strane Socijaldemokratske Laburističke Partije Norveške. Objavljivane u Sarpsborgu, Ostfold Arbajderblad su imale kancelariju i u Haldenu. Glavni urednik je bio Nils Hønsvald od 1927 do 1929. godine, a urednici Ola Brandstorp i Rolf Gerhardsen.
Godine 1927., Laburistička Partija i Socijaldemokratska Laburistička Partija su se ujedinile. Laburistička Partija je sada imala dve novine u regionu. Neki su želeli Smaalenenes Social-Demokrat da postanu jedine novine, ali u Sarpsborgu su odlučili da zadrže obe. Ostfold Arbajderblad je nastavio da se izdaje, a prvog oktobra 1929, Laburistička Partija je pokrenula 2 nova lista: Sarpsborg Arbajderblad u Sarpsborgu i Haldens Arbajderblad u Haldenu. 
Od 1933 do 1937, komunisti su posedovali novine u Sarpsborgu, što je dovelo do imena Ostfold Arbajderblad.